# 王太华
王太華（1945年10月—），男，江西興國人，中华人民共和国政治人物。曾在原江西师范学院中文系学习，中共中央党校研究生学历。是中共第十四、十五屆中央候補委員，第十六、十七屆中央委員。曾任中共中央宣传部副部长、中国国家广播电影电视总局局長，中共安徽省委书记，安徽省省长等职。

## 生平
1965年，王太华考入原江西师范学院中文系学习。“文化大革命”开始后，在校大学生被迫“下放”农村劳动。1968年底学业中止，被安排到“江西生产建设兵团”九团锻炼。此后，他長期在江西省地方工作。1973年6月加入中国共产党。历任中学副校长，市招办主任，市委宣传部部长，地区行署副专员等职。40岁时，出任中共江西省委常委、省委宣传部部长。
1992年，王太华调往安徽省。历任中共安徽省委常委、省委副書記，曾兼任中共合肥市委书记。1998年10月，出任安徽省人民政府代理省長；次年2月，正式当选省长；2000年1月，晋升中共安徽省委書記、并不再担任省长职务。2003年1月，在安徽省第十屆人大第一次會議上，當選安徽省人大常委会主任。
2004年12月，接替徐光春，出任国家广播电影电视总局局長；至2011年3月退休。在任期间中国国产动画《雷锋的故事》于2010年在央视少儿频道播出，由于其低劣的剧情和制作质量，动画制作组对雷锋形象的丑化，被部分网友怀疑王太华和时任央视台长焦利就是《雷锋的故事》通过广电总局审查并在央视少儿频道播放的幕后推手，且两人有可能和沈阳春秋动画有限公司董事长庞宝春，同时也是《雷锋的故事》总导演有联系，2011年2月28日，在全国政协第十一届常委会第十二次会议上，被增补为全国政协委员。